# Christopher Nkunku
Christopher Alan Nkunku (Lagny-sur-Marne, 14 novembre 1997) è un calciatore francese di origini congolesi, attaccante o ala del Chelsea e della nazionale francese.

## Caratteristiche tecniche
È un attaccante in grado di agire su tutto il fronte offensivo, sia da seconda punta sia da ala sinistra.Possiede un buon controllo di palla, inoltre grazie al suo senso del posizionamento e alla capacità di muoversi bene negli spazi sfrutta bene le opportunità per la conclusione. Calcia bene con entrambi i piedi, inoltre usa pure il colpo di testa, giocatore reattivo che tira con potenza e precisione, è capace di segnare anche dalla lunga distanza. Oltre a essere un buon rigorista, sa calciare anche su punizione.

## Carriera

### Club

#### Paris Saint-Germain
Nato in Francia da discendenti congolesi, Nkunku ha iniziato la carriera calcistica nelle giovanili del Paris Saint-Germain per poi debuttare in prima squadra l'8 dicembre 2015 nella partita di Champions League contro lo Šachtar. Il 5 marzo 2016 fa il suo esordio giocando da titolare in Ligue 1 contro il Montpellier, mentre il 12 marzo 2017 segna il suo primo gol nel campionato francese sconfiggendo per 2-1 il Lorient. Vince la Coppa di Francia dove Nkunku segna una sola rete, nella schiacciante vittoria per 7-0 contro il Bastia, riesce a vincere anche l'edizione successiva (2017-2018) dove nella semifinale contro il Caen Nkunku scende in campo nei minuti di recupero del secondo tempo segnando poi il gol che fissa il punteggio per 3-1.
Conquista la vittoria del Trophée des champions dove sigla un gol battendo per 4-0 il Monaco. Vince la Ligue 1 dove Nkunku segna il gol del 2-0 sconfiggendo il Troyes mentre il 10 marzo 2018 realizza la prima doppietta nel 5-0 al Metz. Nella finale di Coppa di Francia tenutasi il 27 aprile 2019 conclusasi per 2-2, la vincitrice viene decisa ai calci di rigore, dove Nkunku tira per ultimo, e non avendo messo a segno il rigore finale consegna la vittoria alla squadra avversaria, il Rennes si impone per 6-5. Vince l'edizione 2018-2019 del campionato, segna una rete contro il Nîmes Olympique e il Nizza vincendo per 3-0 entrambi i match, ed è autore di una rete nel successo per 5-1 ai danni del Montpellier. Nelle quattro stagioni in Francia gioca 55 partite (soltanto 11 da titolare) realizzando 8 reti e vincendo per tre volte il campionato francese.

#### RB Lipsia
Il 18 luglio 2019 passa a titolo definitivo al RB Lipsia per 6 milioni di euro, con cui firma un contratto quinquennale. Viene impiegato da Julian Nagelsmann non più come trequartista ma come esterno destro di centrocampo. Le sue prestazioni sono di assoluto livello e contribuisce al raggiungimento della storica semifinale in Champions League. Nella sua prima Bundesliga segna la rete del 4-0 battendo l'Union Berlin, sigla un gol nella goleada che si è conclusa per 8-0 contro il Mainz, un'altra rete la realizza nella vittoria per 4-2 vincendo contro il Colonia Al termine dell'annata realizza 5 reti in 44 partite. Nella stagione successiva colleziona 7 reti in 44 partite.
L'annata 2021-2022 è sicuramente quella della svolta: per decisione di Jesse Marsch, torna ad interpretare il ruolo di trequartista. La crescita del calciatore è continua, riuscendo ad andare in rete con una maggiore continuità. Nella Champions League segna il suo primo gol nel campionato continentale nella vittoria per 2-1 contro il Paris Saint-Germain, mentre nell'edizione successiva (2021-2022 ) sigla una tripletta (la prima in carriera) nella prima partita di valida per i gironi, persa per 6-3 in trasferta all'Etihad Stadium contro il Manchester City,realizza comunque una doppietta nel successo per 5-0 con il Club Bruges come avversaria. Viene confermato in quella posizione anche dal tecnico subentrante Domenico Tedesco. Oltre che a migliorare nello sviluppo del gioco e nella finalizzazione, riesce a migliorare anche nei calci di punizione (tanto da realizzare 7 gol in questo modo) e nei calci di rigore, diventando rigorista della squadra dal mese di marzo e riuscendo a realizzare 4 tiri su 4 dal dischetto. Le sue prestazioni gli valgono il titolo di calciatore dell'anno della Bundesliga 2021-2022.
Nella stagione successiva con l'approdo di Marco Rose viene impiegato come ala destra d'attacco, mantenendo un rendimento di altissimo livello come nel campionato precedente. Tuttavia durante il ritiro con la nazionale francese per i mondiali 2022 riporta una distorsione alla caviglia che lo costringerà a vari stop fino a gennaio, al rientro nel campionato tedesco giocherà cinque spezzoni di partite che però lo porteranno ad una nuova ricaduta. Il rientro in piena forma arriva nel mese di marzo. Vince la Coppa di Germania, segna un gol battendo per 4-0 il SV Sandhausen, con lo stesso risultato si conclude per la partita contro l'Hannover 96 dove Nkunku realizza due reti, nella finale contro il Friburgo segna il gol del 1-1, la partita viene vinta dal RB Lipsia per 4-2 ai rigori, Nkunku segna la prima rete dagli undici metri. Nell'edizione 2021-2022 della Bundesliga segna 20 reti, ottenendo il 4° posto a pari merito con Anthony Modeste nella clissifica dei marcatori.
Nella sua ultima stagione con la squadra, segna 16 gol in campionato, il primo nel pareggio per 1-1 contro lo Stoccarda, inoltre realizza una doppietta in ben quattro vittorie: contro il Wolfsburg (2-0), il Bochum (4-0), il Turn- und Sportgemeinschaft 1899 Hoffenheim (3-1) e Schalke 04 (4-2). Nella Champions League segna una rete battendo per 3-1 il Celtic, un altro gol lo realizza nella vittoria per 3-2 contro il Real Madrid, inoltre apre le marcature sconfiggendo per 4-0 lo Šachtar. Coquista la Coppa di Germania, segna una rete nella vittoria per 8-0 contro il Teutonia Ottensen, sigla un gol nella semifinale sconfiggendo il Friburgo per 5-1, infine con una rete e un assist vincente si conferma come uomo partita nella finale che si è conclusa per 2-0 contro l'Eintracht Francoforte.

#### Chelsea
Il 20 giugno 2023 viene acquistato a titolo definitivo dal Chelsea, con cui sottoscrive un contratto di sei stagioni. Alla vecchia squadra vanno 65 milioni di euro più altri 35 in caso di vittoria della Champions League nei prossimi tre anni. Tuttavia a causa di un infortunio al menisco riportato durante un amichevole pre-stagionale Nkunku è costretto a rimanere fuori per i primi quattro mesi della stagione. Il 28 maggio 2025 vince la UEFA Conference League con i Blues, segna un gol nelle vittorie contro il Gent (4-2), il Panathinaikos (4-1) e l'Heidenheim (2-0), inoltre è autore di una doppietta battendo per 8-0 il Noah, realizzando alla fine della competizione 5 reti in 9 partite. Partecipa al Mondiale per Club dove, nella partita vinta per 4-1 contro il Benfica, segna un gol nei tempi supplementari.

### Nazionale
Nkunku ha compiuto tutta la trafila delle nazionali giovanili francesi, Under-16, Under-19, Under-20, dove in quest'ultima, viene inserito tra i 23 giocatori selezionati dal CT Ludovic Batelli in occasione del mondiale Under-20 disputatosi in Corea del Sud. Tuttavia tra il marzo e il settembre 2018 ha giocato anche sei partite nell'Under-21 francese.
Nel marzo 2022 viene convocato per la prima volta in nazionale maggiore; mentre nel novembre viene inserito nella lista dei convocati al campionato del mondo 2022, tuttavia è costretto a rinunciare alla chiamata a causa di un infortunio, venendo rimpiazzato da Randal Kolo Muani.
Il 10 ottobre 2024 realizza il suo primo gol per i bleus nel successo per 1-4 in casa d'Israele in Nations League.

## Statistiche

### Presenze e reti nei club
Statistiche aggiornate al 29 giugno 2025.
| Stagione                   | Squadra                    | Campionato                 | Campionato | Campionato | Coppe nazionali | Coppe nazionali | Coppe nazionali | Coppe continentali | Coppe continentali | Coppe continentali | Altre coppe | Altre coppe | Altre coppe | Totale | Totale |
| Stagione                   | Squadra                    | Comp                       | Pres       | Reti       | Comp            | Pres            | Reti            | Comp               | Pres               | Reti               | Comp        | Pres        | Reti        | Pres   | Reti   |
| -------------------------- | -------------------------- | -------------------------- | ---------- | ---------- | --------------- | --------------- | --------------- | ------------------ | ------------------ | ------------------ | ----------- | ----------- | ----------- | ------ | ------ |
| 2015-2016                  | Paris Saint-Germain        | L1                         | 5          | 0          | CF+CdL          | 0               | 0               | UCL                | 1                  | 0                  | SF          | 0           | 0           | 6      | 0      |
| 2016-2017                  | Paris Saint-Germain        | L1                         | 8          | 1          | CF+CdL          | 4+3             | 1+0             | UCL                | 1                  | 0                  | SF          | 0           | 0           | 16     | 2      |
| 2017-2018                  | Paris Saint-Germain        | L1                         | 20         | 4          | CF+CdL          | 3+3             | 1+0             | UCL                | 0                  | 0                  | SF          | 1           | 0           | 27     | 5      |
| 2018-2019                  | Paris Saint-Germain        | L1                         | 22         | 3          | CF+CdL          | 5+1             | 0               | UCL                | 0                  | 0                  | SF          | 1           | 1           | 29     | 4      |
| Totale Paris Saint-Germain | Totale Paris Saint-Germain | Totale Paris Saint-Germain | 55         | 8          |                 | 19              | 2               |                    | 2                  | 0                  |             | 2           | 1           | 78     | 11     |
| 2019-2020                  | RB Lipsia                  | BL                         | 32         | 5          | CG              | 3               | 0               | UCL                | 9                  | 0                  | -           | -           | -           | 44     | 5      |
| 2020-2021                  | RB Lipsia                  | BL                         | 28         | 6          | CG              | 5               | 0               | UCL                | 7                  | 1                  | -           | -           | -           | 40     | 7      |
| 2021-2022                  | RB Lipsia                  | BL                         | 34         | 20         | CG              | 6               | 4               | UCL+UEL            | 6+6                | 7+4                | -           | -           | -           | 52     | 35     |
| 2022-2023                  | RB Lipsia                  | BL                         | 25         | 16         | CG              | 3               | 3               | UCL                | 7                  | 3                  | SG          | 1           | 1           | 36     | 23     |
| Totale RB Lipsia           | Totale RB Lipsia           | Totale RB Lipsia           | 119        | 47         |                 | 17              | 7               |                    | 35                 | 15                 |             | 1           | 1           | 172    | 70     |
| 2023-2024                  | Chelsea                    | PL                         | 11         | 3          | FACup+CdL       | 1+2             | 0               | -                  | -                  | -                  | -           | -           | -           | 14     | 3      |
| 2024-2025                  | Chelsea                    | PL                         | 26         | 3          | FACup+CdL       | 0+2             | 3               | UECL               | 6                  | 7                  | Cmc         | 1           | 1           | 35     | 14     |
| Totale Chelsea             | Totale Chelsea             | Totale Chelsea             | 37         | 6          |                 | 5               | 3               |                    | 6                  | 7                  |             | 1           | 1           | 49     | 17     |
| Totale carriera            | Totale carriera            | Totale carriera            | 212        | 61         |                 | 41              | 12              |                    | 43                 | 22                 |             | 4           | 3           | 300    | 98     |

### Presenze e reti in nazionale
| Cronologia completa delle presenze e delle reti in nazionale ― Francia | Cronologia completa delle presenze e delle reti in nazionale ― Francia | Cronologia completa delle presenze e delle reti in nazionale ― Francia | Cronologia completa delle presenze e delle reti in nazionale ― Francia | Cronologia completa delle presenze e delle reti in nazionale ― Francia | Cronologia completa delle presenze e delle reti in nazionale ― Francia | Cronologia completa delle presenze e delle reti in nazionale ― Francia | Cronologia completa delle presenze e delle reti in nazionale ― Francia |
| Data                                                                   | Città                                                                  | In casa                                                                | Risultato                                                              | Ospiti                                                                 | Competizione                                                           | Reti                                                                   | Note                                                                   |
| ---------------------------------------------------------------------- | ---------------------------------------------------------------------- | ---------------------------------------------------------------------- | ---------------------------------------------------------------------- | ---------------------------------------------------------------------- | ---------------------------------------------------------------------- | ---------------------------------------------------------------------- | ---------------------------------------------------------------------- |
| 25-3-2022                                                              | Marsiglia                                                              | Francia                                                                | 2 – 1                                                                  | Costa d'Avorio                                                         | Amichevole                                                             | -                                                                      | 75’                                                                    |
| 29-3-2022                                                              | Villeneuve d'Ascq                                                      | Francia                                                                | 5 – 0                                                                  | Sudafrica                                                              | Amichevole                                                             | -                                                                      | 88’                                                                    |
| 3-6-2022                                                               | Saint-Denis                                                            | Francia                                                                | 1 – 2                                                                  | Danimarca                                                              | UEFA Nations League 2022-2023 - 1º turno                               | -                                                                      | 46’                                                                    |
| 6-6-2022                                                               | Spalato                                                                | Croazia                                                                | 1 – 1                                                                  | Francia                                                                | UEFA Nations League 2022-2023 - 1º turno                               | -                                                                      |                                                                        |
| 10-6-2022                                                              | Vienna                                                                 | Austria                                                                | 1 – 1                                                                  | Francia                                                                | UEFA Nations League 2022-2023 - 1º turno                               | -                                                                      | 79’                                                                    |
| 13-6-2022                                                              | Saint-Denis                                                            | Francia                                                                | 0 – 1                                                                  | Croazia                                                                | UEFA Nations League 2022-2023 - 1º turno                               | -                                                                      | 72’                                                                    |
| 22-9-2022                                                              | Saint-Denis                                                            | Francia                                                                | 2 – 0                                                                  | Austria                                                                | UEFA Nations League 2022-2023 - 1º turno                               | -                                                                      | 79’                                                                    |
| 25-9-2022                                                              | Copenaghen                                                             | Danimarca                                                              | 2 – 0                                                                  | Francia                                                                | UEFA Nations League 2022-2023 - 1º turno                               | -                                                                      | 65’                                                                    |
| 16-6-2023                                                              | Faro                                                                   | Gibilterra                                                             | 0 – 3                                                                  | Francia                                                                | Qual. Euro 2024                                                        | -                                                                      | 65’                                                                    |
| 19-6-2023                                                              | Saint-Denis                                                            | Francia                                                                | 1 – 0                                                                  | Grecia                                                                 | Qual. Euro 2024                                                        | -                                                                      | 85’                                                                    |
| 10-10-2024                                                             | Budapest                                                               | Israele                                                                | 1 – 4                                                                  | Francia                                                                | UEFA Nations League 2024-2025 - 1º turno                               | 1                                                                      | 77’                                                                    |
| 14-10-2024                                                             | Bruxelles                                                              | Belgio                                                                 | 1 – 2                                                                  | Francia                                                                | UEFA Nations League 2024-2025 - 1º turno                               | -                                                                      | 73’                                                                    |
| 14-11-2024                                                             | Saint-Denis                                                            | Francia                                                                | 0 – 0                                                                  | Israele                                                                | UEFA Nations League 2024-2025 - 1º turno                               | -                                                                      | 71’                                                                    |
| 17-11-2024                                                             | Milano                                                                 | Italia                                                                 | 1 – 3                                                                  | Francia                                                                | UEFA Nations League 2024-2025 - 1º turno                               | -                                                                      |                                                                        |
| Totale                                                                 |                                                                        | Presenze                                                               | 14                                                                     |                                                                        | Reti                                                                   | 1                                                                      |                                                                        |

## Palmarès

### Club

#### Competizioni nazionali
- Campionato francese: 3

Paris Saint-Germain: 2015-2016, 2017-2018, 2018-2019
- Supercoppa francese: 3

Paris Saint-Germain: 2016, 2017, 2018
- Coppa francese: 2

Paris Saint-Germain: 2016-2017, 2017-2018
- Coppa di lega francese: 2

Paris Saint-Germain: 2016-2017, 2017-2018
- Coppa tedesca: 2

Lipsia: 2021-2022, 2022-2023

#### Competizioni internazionali
- UEFA Conference League: 1

Chelsea: 2024-2025
- Coppa del mondo per club: 1

Chelsea: 2025

### Individuale
- Capocannoniere del campionato tedesco: 1

2022-2023 (16 reti)